# Felipe Solá

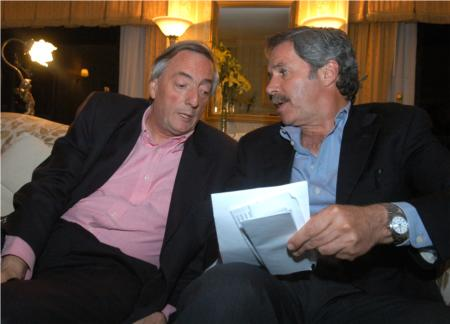
Felipe Solá (rechts) im Gespräch mit Néstor Kirchner (2005)

Felipe Solá (* 23. Juli 1950 in Buenos Aires) ist ein argentinischer Politiker und Mitglied der Peronistischen Partei. Von 2002 bis 2007 war er Gouverneur von Buenos Aires. Von 2019 bis 2021 war er Außenminister von Argentinien im Kabinett Fernández.  

## Leben
Der gelernte Agrartechniker studierte an der Universität von Buenos Aires. Vor dem Beginn seiner politischen Laufbahn war er unter anderem als Universitätsprofessor und Berater tätig. Auf Provinzebene war er im Kabinett von Antonio Cafiero war er zwischen 1987 und 1989 als Landwirtschaftsminister der Provinz Buenos Aires aktiv. In der Regierung unter Carlos Menem arbeitete er im Agrarministerium bis 1991, bis er als Abgeordneter für Buenos Aires in das argentinische Parlament geschickt wurde. Auch in diesem Amt waltete er zwei Jahre lang. Am 12. Dezember 1999 wurde Solá Vizegouverneur von Buenos Aires und zwei Jahre später (2002) sogar Gouverneur, nachdem sein Amtsvorgänger, Carlos Ruckauf, den Posten aufgegeben hatte, um in der Regierung Außenminister zu werden. Nachdem Solá das Amt 2007 niederlegte, wurde er erneut Abgeordneter von Buenos Aires im Parlament. Dort vertrat er die peronistische Frente para la Victoria. 2013 wurde er erneut ins Parlament gewählt, nun für die Frente Renovador. 2015 kandidierte er erneut für den Gouverneursposten, wurde mit rund 19 % jedoch nur dritter. Nachdem er 2017 erneut ins Parlament gewählt wurde, unterstützte er 2019 im Wahlbündnis Frente de Todos den schließlich siegreichen Präsidentschaftskandidaten Alberto Fernández und wurde 2019 dessen Außenminister.